# Bartholomäus Khöll

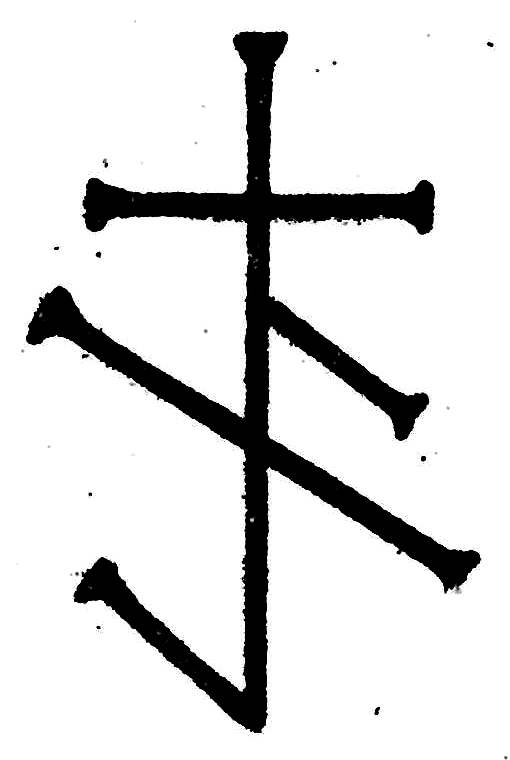
Steinmetzzeichen Bartholomäus Khöll

Bartholomäus Khöll (* 1614; † 20. Februar 1664 in Wien) war kaiserlicher Hofsteinmetzmeister und 1653 Untervorsteher der Wiener Bauhütte. 

## Leben
Bartholomäus heiratete in eine Steinmetzfamilie, seine Braut war Christine Ungerin, Tochter des Simon Unger, einst Steinmetz und Dombaumeister zu St. Stephan. Am 26. September 1650 wurde er Meister, auch ihm brachten die Mängel an seinem Meisterstück eine Strafe von 18 Rt. ein, die er in Raten bezahlte.
Im Juli 1651 erhielt er das Bürgerrecht von Wien verliehen. Über seine Herkunft liegen keine Informationen vor. Seine Steuerbeiträge der Jahre 1652–1664 dokumentieren ihn als Mieter im Stubenviertel und durchschnittlich verdienenden Meister.
Am 22. Dezember 1652 wählten ihn die Meister auf dem Rathaus zum Unterzechmeister.
Seine Ehefrau Christine starb am 21. Juli 1661 mit 29 Jahren. In ihrem Testament vermachte sie ihren drei Kindern, David, Maria und dem einjährigen Michael an barem Geld 150 Gulden. Einer der Testamentszeugen war Adam Haresleben, derzeit Dombaumeister. 
Meister Bartholomäus Khöll hatte wieder geheiratet, er verfasste sein Testament am 19. Februar 1664, tags darauf starb er mit 50 Jahren. Die Witwe verehelichte sich dem Steinmetzmeister Urban Illmayr, der das Gewerbe 1665 übernahm und weiterführte. Die drei Kinder aus erster Ehe waren Vollwaisen geworden, ihr Lebensunterhalt durch das elterliche Erbe gesichert.

## Hauptportal der Schottenkirche

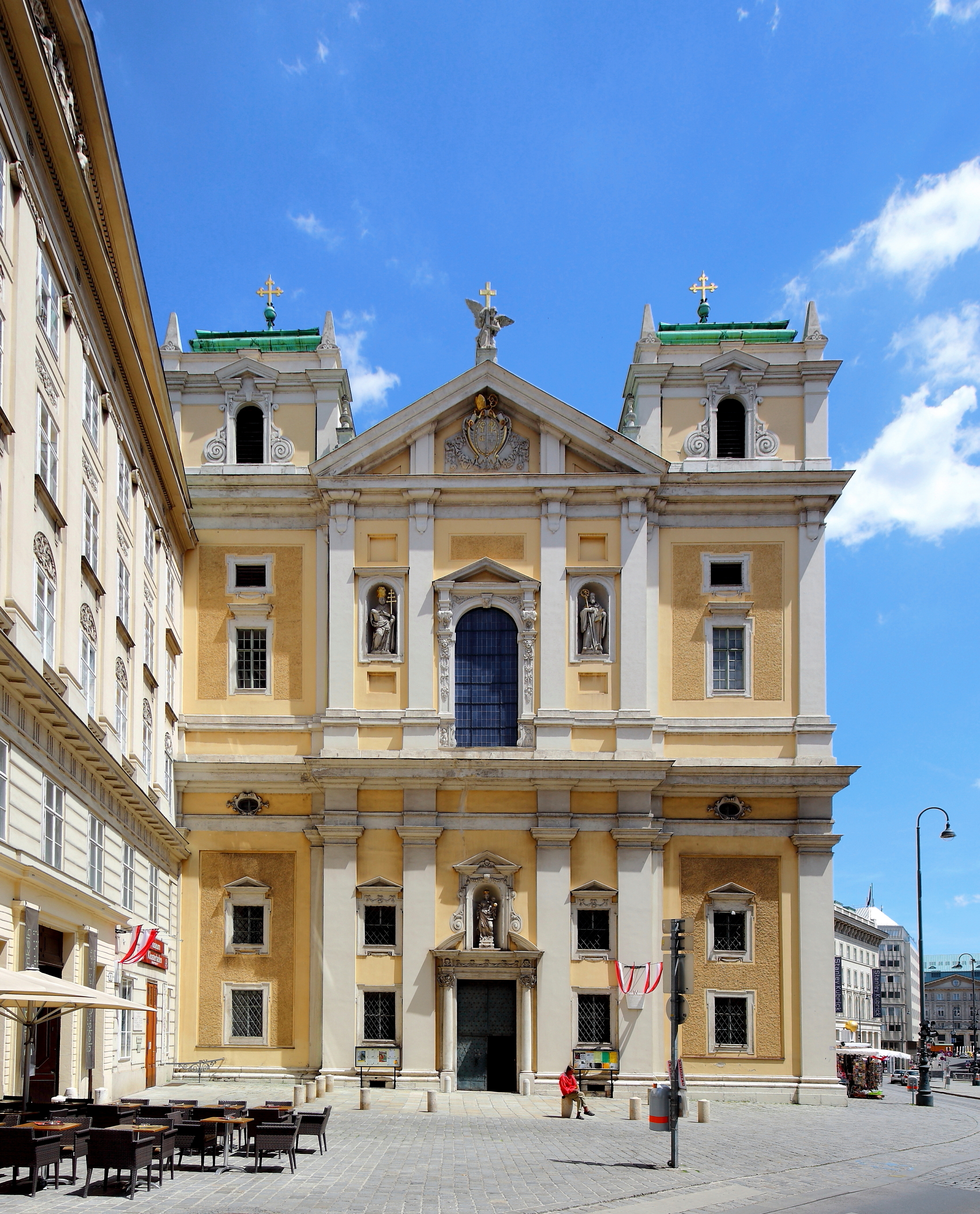
Turmfassade der Schottenkirche

Das die Mitte betonende Hauptportal der Doppelturmfassade der Schottenkirche errichtete Bartholomäus Khöll 1652. Nach dem Plan mit Halbsäulen-Rahmung, Gebälk und gesprengtem Segmentgiebel, eine Nische umfassend. Für diese Nische schuf der Bildhauer Tobias Kracker 1651 eine Statue von Maria mit Kind.

## Arbeit für den kaiserlichen Hof
Auszug aus den Rechnungen beziehungsweise Ausgaben des kaiserlichen Hofbauamtes für die Zeit vom 1. Januar bis 31. Dezember 1657. Folgende Handwerker werden dabei genannt (Auszug):
- Meister Bartholomäus Khöll, Hofsteinmetz: 710 Gulden
- Meister Hans Engelbrecht, Hoftischler: 4.888 Gulden 30 Kreuzer
- Caspar Della, Bürger und Hofmaler: 188 Gulden usw.